# Marco Papa
Marco Papa, född den 16 mars 1958 i Perugia, Italien, död den 8 september 1999 på Vallelunga Circuit, var en italiensk roadracingförare.

## Roadracingkarriär
Papa tävlade i Grand Prix-sammanhang för första gången 1980 i 250cc-klassen. Efter det blev han regelbunden inhoppare i 500cc, och säsongerna 1988 och 1990 var han bland de tjugo bästa i VM. Hans bästa resultat kom med en sjätteplats i Jugoslaviens Grand Prix 1990. Efter att ha avslutat sin VM-karriär 1996 tävlade Papa på lokal nivå i Italien, och han förolyckades i en mindre tävling på Vallelunga 1999.